# Peter Staub

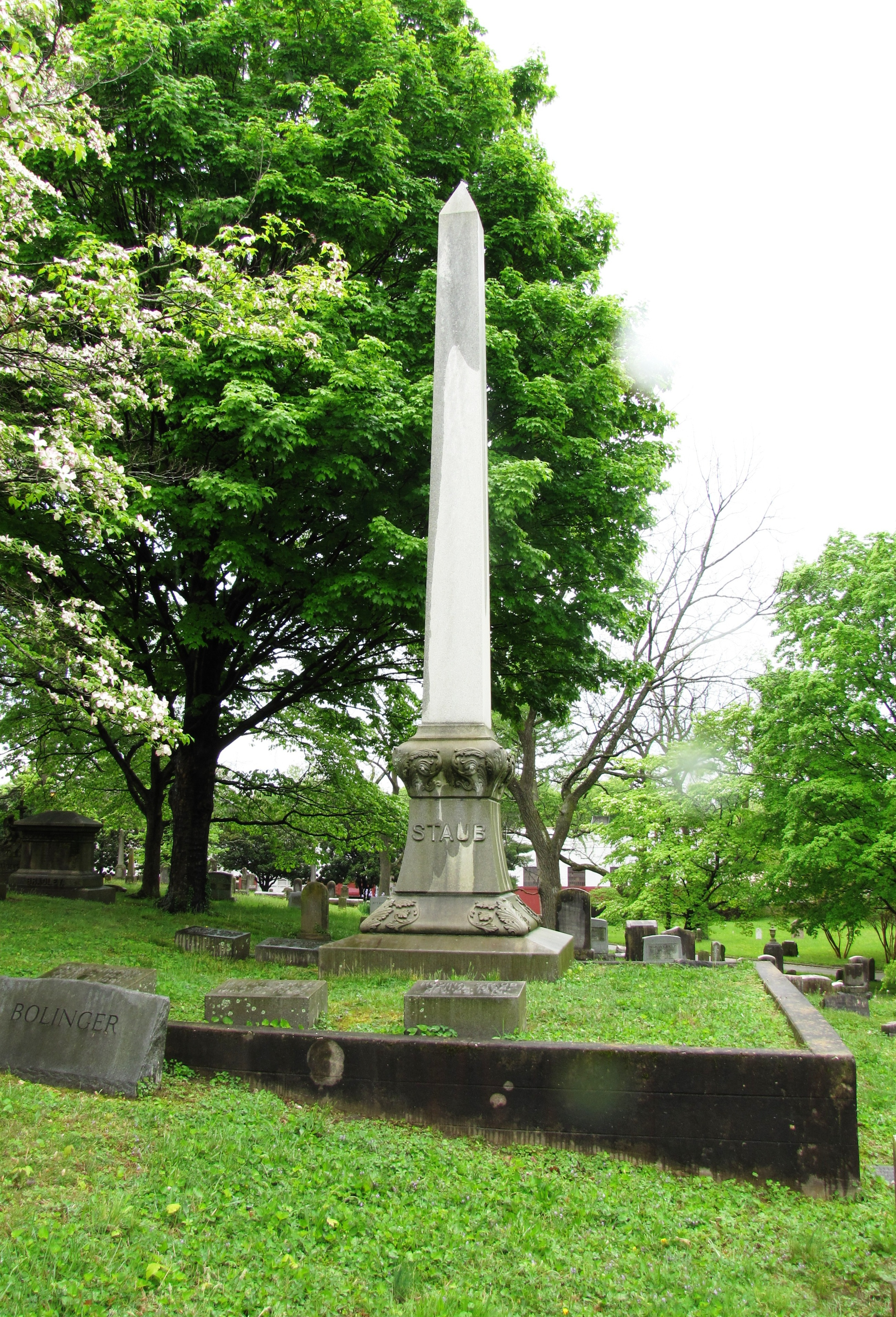
Grab der Familie Staub

Peter Staub (* 22. Februar 1827 in Bilten, Kanton Glarus, Schweiz; † 19. Mai 1904 in Knoxville, Tennessee, Vereinigte Staaten) war ein aus der Schweiz stammender Geschäftsmann und Politiker in Tennessee.
Der gebürtige Glarner wanderte im Alter von 27 Jahren mit seiner Frau Rosina in die Vereinigten Staaten aus. 1856 kam er nach Knoxville und eröffnete eine Schneiderei. Nach dem Sezessionskrieg florierten Staubs Geschäfte und 1869 wurde er zum Schweizer Konsul für Tennessee ernannt. In dieser Funktion half er der Tennessee Clonisation Gesellschaft bei der Gründung der Schweizer Siedlung Gruetli (heute Gruetli-Laager) im Grundy County. Im Oktober 1872 eröffnete Staub's Theatre, finanziert durch Staubs erfolgreiche Grundstücksgeschäfte, dass in den Folgejahren eine der wichtigsten kulturellen Einrichtungen von Knoxville war.
1874 wurde Peter Staub für ein Jahr zum Bürgermeister von Knoxville gewählt, 1881 folgte eine zweite einjährige Amtszeit. Als Bürgermeister kümmerte er sich um die Gründung der städtischen Feuerwehr, den örtlichen Schulbezirk und um den Ausbau der Wasserversorgung. 1878 war Staub als amerikanischer Repräsentant bei der Pariser Weltausstellung, von 1885 bis 1888 war er Konsul der Vereinigten Staaten in St. Gallen in der Schweiz.
Peter Staub starb 1904 im Alter von 77 Jahren an den Folgen eines Pferdewagen-Unglücks. Er wurde auf dem Old Gray Cemetery beigesetzt.